# Oriol Grau Elías
Josep Oriol Grau i Elías (Barcelona, 1963), més conegut com a Oriol Grau, és un guionista, músic, actor i director de teatre i de televisió català instal·lat a Tarragona.
Nascut a Barcelona, inicia la seva carrera a Tarragona, compaginant els estudis teatrals (Escola Municipal d’Art Dramàtic “Josep Ixart”), musicals (Conservatori Professional de Música) i de figurinisme (Institut Mediterrani de la moda), amb la feina de vocalista d’orquestra i actor d’animacions. Començà al món audiovisual conjuntament amb Andreu Buenafuente i Fermí Fernàndez a una ràdio local amb el programa El Terrat que més endavant es convertiria en el nom d'una de les productores més importants de l'Estat espanyol. En aquest programa va començar la seva llarga imitació de Bernardo Cortés Maldonado que després va portar a televisió amb el nom de Palomino. Al programa també va fer populars els personatges de la padrina Josefina i el iaio Perico. També va treballar amb Alfons Arús (Al ataque per Antena 3), Xavier Sardà ("Tot per l’Audiència", per TV3), Joaquim Oristrell ("A la Romana" per TV3) o Albert de la Torre ("Rutes misterioses" per a la Xarxa de Televisions Locals).
Va formar part de l'equip creatiu de la productora El Terrat durant catorze anys, amb la qual va participar en nombrosos èxits de TV3, entre d'altres, Sense títol o com a codirector de Plats bruts (1999–2000). També va dirigir Moncloa. ¿Digame? per Tele 5, "Romans a la Catalana", "Els 4 arreplegats" i el programa de Cap d’Any "Amb la mà al cor" per TV3, i "La cortina Vermella" per a MésTV de Tarragona.
Ha estat durant 9 anys professor associat de la Universitat Rovira i Virgili de Tarragona en l’assignatura de Comunicació no verbal entre d'altres. Va ser Cap dels programes d’Entreteniment de Televisió Nacional de Catalunya sota la direcció de Mònica Terribas (2008-2010). Va ser codirector del teatre Sala Trono de Tarragona. El 2011 el teatre es va associar amb tres teatres més (El Teatre de l'Aurora d'Igualada, la Sala La Planeta de Girona i el Teatre de Ponent (actualment Llevant Teatre) de Granollers) formant la Coordinadora de Teatres Independents de Catalunya (CTIC) presidida per ell.
El 2012 es va casar amb el periodista Xavier Zaragoza, que va morir sobtadament set anys després, amb 34 anys.
L'any 2023 va ser anomenat pregoner de les Festes de Santa Tecla a Tarragona. Oriol Grau ja havia estat anomenat Tecler d'Honor, per la seva implicació durant 25 anys a la festa i Perpetuador (2014), pel seu paper fonamental en la recuperació del ball parlat de Dames i Vells.